# Fabrice Jeandesboz
Fabrice Jeandesboz [uitspraak: fɑ'bʀis 'ʒɑ̃dɪboːs] (Loudéac, 4 december 1984) is een Frans diëtist en voormalig wielrenner die vooral succesvol was als baanwielrenner. Hij was beroepsrenner van 2009 tot 2017. Hij is tweevoudig Frans kampioen baanwielrennen: in de achtervolging en in de ploegenachtervolging. Hij reed voor Sojasun, Team Europcar en Direct Énergie. 
Eind 2016 kwam de dan 32-jarige Jeandesboz tijdens de winterstage van zijn ploeg Direct Énergie zwaar ten val tijdens een losrijritje. Hij brak daarbij zijn heup op verschillende plaatsen. Ondanks een zeer snelle comeback na zes maanden, bleef hij hinder ondervinden in zijn heup tijdens het trainen en betwisten van profwedstrijden. De dokters gaven hem een negatief advies om zijn wielercarrière verder te zetten in 2018, waarop hij eind 2017 stopte.

## Baanwielrennen

### Palmares
| Jaar     | FK                   | EK       | WK       | Overig   |
| Beloften | Beloften             | Beloften | Beloften | Beloften |
| -------- | -------------------- | -------- | -------- | -------- |
| 2003     | Achtervolging        |          |          |          |
| 2004     | Achtervolging        |          |          |          |
| 2005     | Achtervolging        |          |          |          |
| Elite    |                      |          |          |          |
| 2008     | Ploegenachtervolging |          |          |          |

## Wegwielrennen

### Overwinningen
2015
3e etappe Ronde van Rhône-Alpes Isère

### Resultaten in voornaamste wedstrijden
| Jaar | Ronde van Italië | Ronde van Frankrijk | Ronde van Spanje |
| ---- | ---------------- | ------------------- | ---------------- |
| 2010 |                  |                     |                  |
| 2011 |                  | 124e                |                  |
| 2012 |                  | 54e                 |                  |
| 2013 |                  |                     |                  |
| 2014 |                  |                     |                  |
| 2015 |                  |                     | 17e              |
| 2016 |                  | 60e                 | opgave           |
| 2017 |                  |                     |                  |

| Jaar | Parijs-Roubaix | Luik-Bast.‑Luik | Ronde van Lombardije | Waalse Pijl | Parijs-Tours |
| ---- | -------------- | --------------- | -------------------- | ----------- | ------------ |
| 2010 | opgave         |                 |                      |             |              |
| 2011 |                | 85e             |                      | opgave      |              |
| 2012 |                | 109e            |                      |             | 110e         |
| 2013 |                |                 |                      | 56e         |              |
| 2014 |                |                 | opgave               |             |              |
| 2015 |                | opgave          |                      |             |              |
| 2016 |                | opgave          |                      |             |              |
| 2017 |                |                 | opgave               |             |              |

## Ploegen
- 2005 –  La Française des Jeux (stagiair vanaf 1-8)
- 2006 –  La Française des Jeux (stagiair vanaf 1-8)
- 2007 –  Bouygues Telecom (stagiair vanaf 1-8)
- 2007 –  Bouygues Telecom (stagiair vanaf 1-8)
- 2009 –  Besson Chaussures-Sojasun
- 2010 –  Saur-Sojasun
- 2011 –  Saur-Sojasun
- 2012 –  Saur-Sojasun
- 2013 –  Sojasun
- 2014 –  Team Europcar
- 2015 –  Team Europcar
- 2016 –  Direct Énergie
- 2017 –  Direct Énergie